# Стратегія (шахи)
Ша́хова страте́гія — принципи і способи шахової партії, що охоплюють підготовку й здійснення систематичної, послідовної дії, що розвивається, на позицію суперника.
Як сукупність загальних принципів розігрування шахових партій стратегія існує з моменту виникнення самої гри. В той же час, починаючи з Філідора, складається стратегія, що ґрунтується на створенні спочатку пішакової, а потім загальнофігурної структури шахових позицій; вищим ступенем цієї стратегії стало позиційне вчення Стейніца.

## Елементи шахової стратегії
Елементами стратегії шахової боротьби є:
- оптимальне для цієї ситуації розташування фігур
- концентрація їх на важливій ділянці боротьби і забезпечення взаємодія між ними
- створення максимальних труднощів іншій стороні у виконанні поставлених завдань
- оволодіння простором, особливо в центрі, або контроль над ним і скутість фігур суперника, або підривання його центру
- гармонійне, взаємопов'язане розташування пішаків і послаблення їх у суперника
- створення «хороших» фігур у себе і «поганих» у суперника
- захоплення відкритих або напіввідкритих ліній і ключових полів.

Сукупність цих елементів в кожен момент партії, з урахуванням можливих конкретних варіантів, дає змогу оцінити позицію, на підставі чого й визначають план гри.

## Взаємозв'язок стратегії й тактики
|             | Стратегія вимагає роздуму, тактика - проникливого погляду. |
| — Макс Ейве |                                                            |

Стратегія органічно пов'язана з тактикою шахової гри, використовує її прийоми для досягнення стратегічних цілей, а також створює структурну основу щоб завдавати тактичних ударів, здійснювати комбінації.
Стратегія завжди абстрактна, тоді як тактика — конкретна. Партії, зіграні в руслі стратегічних планів, відносяться до позиційних; зіграні в тактичному стилі — до комбінаційних.